# ديرموت كينيدي
ديرموت جوزيف كينيدي (ولد في 13 ديسمبر 1991) هو مغني وكاتب أغاني وموسيقي إيرلندي. وهو مشهور بأغانيه الفردية «باور أوفر مي»، «أوت نمبرد»، و«جاينتس». ديرموت كينيدي وقع مع تسجيلات إنترسكوب في الولايات المتحدة، وآيلاند ريكوردز لبقية العالم. تم إصدار أول ألبوم رئيسي له، ألبوم الاستوديو، وذ أوت فير، في 4 أكتوبر 2019.

## نشأته وعائلته
نشأ ديرموت كينيدي في راثكول، مقاطعة دبلن، أيرلندا. بدأ كينيدي العزف على الجيتار في سن 10، وكتابة الأغاني في سن 14؛ لكنه قال إنه لم يبدأ في أخذ الموسيقى «على محمل الجد» حتى سن 17 عامًا. كان والديه داعمين لدراسته الموسيقية، وهو يعزو الفضل إلى والده في دفعه كثيرًا للذهاب إلى دبلن للأداء في ليالي الميكروفون المفتوحة (وسط الشارع بين المارة) عندما كان قاصرًا. تقدمت والدته بطلب للحصول على منصبه لدراسة الموسيقى الكلاسيكية في الجامعة. بقي في الجامعة لمدة ثلاث سنوات. عمته من الأب هي شخصية التلفزيون الأيرلندية ماري كينيدي.

## ديسكغرافيا
ألبومات الاستوديو
- وذ أوت فير (2019)

ألبومات تجميعية
- ديرموت كينيدي

أغاني منفردة
- 2015: أن إيفينينع أي ويل نوت فورغيت
- 2016: شيلتر
- 2016: أفتر رين
- 2017: مومنتس باسد
- 2018: يونغ آند فري
- 2018: باور أوفر مي
- 2019: فور آيلاند فايرز آند فاميلي
- 2019: لوست
- 2019: أوت نمبرد
- 2020: ريزلوشن
- 2020: جاينتس

## روابط خارجية
- ديرموت كينيدي على موقع IMDb (الإنجليزية)
- ديرموت كينيدي على موقع ميوزك برينز (الإنجليزية)
- ديرموت كينيدي على موقع أول ميوزيك (الإنجليزية)
- ديرموت كينيدي على موقع ديسكوغز (الإنجليزية)
- ديرموت كينيدي على موقع قاعدة بيانات الفيلم (الإنجليزية)